# Чортория (Гайсинський район)
Чортори́я — село в Україні, в Дашівській селищній громаді Гайсинського району Вінницької області. Розташоване на лівому березі річки Сорока (притока Собу) за 35 км на південний схід від міста Іллінці. Населення становить 454 особи (станом на 1 січня 2018 р.).

## Історія
Вперше населений пункт згадується в Актах королівського трибуналу 1606 р. під назвою Сокира або Дошка. Як і сусідні села, вона з початку XVII ст.. належало родині Сенявських. Тільки з переходом села до родини Чарторийських у XVIII ст. воно стало називатися Чартория. До 1830 р. Чортория належала до Гранівського ключа, яким володів князь Адам Єже Чарторийський (1770—1861). Рід Чарторийський походить з литовсько-білоруських князів, але вони приписували собі знатний рід засновника Литовської держави Гедиміна. Володар села Чорториї був російським і польським державним діячем, близьким другом російського імператора Олександра І, особливо під час війни 1812 р. з Наполеоном Бонапардом.  З 1815 р. князь А. Чарторийський — сенатор королівства польського, хоча надіявся стати віце-королем польським. Цар же на цю посаду призначив «убогого розумом» генерала Зайончека, чим дуже образив князя. У своїх мемуарах Адам Чарторийський писав: «… наміри царя Олександра I до Польщі значно перемінились…» При зустрічі Адаму Чарторийському дали зрозуміти, що Польща повинна стати російською, або зникнути.
Під час польського повстання в 1830—1831 рр. (в Росії вже царював Микола І) князь Адам Чарторийський брав участь у повстанні і був керівником національно польського уряду. Після поразки повстання князь емігрував до Франції, його село Чартория за учать власника у бунті було спалено, а жителів переселено у військові поселення Слободище. Жителів які раніше сповідували унітарство, приєднали до православ'я. Церкву в ім'я Великомученика Дмитрія, побудовано князем А. Чарторийським в 1826 р., розібрали і з її матеріалів побудували Свято-Троїцький храм у Слободищі.
В XIX—XX століттях село пережило безліч змін в територіальному устрої. 
7 (20) листопада 1917 року, відповідно до Третього Універсалу Української Центральної Ради, увійшло до складу Української Народної Республіки.
В роки радянської влади село втратило першу джерельну назву Чартория на Чорторию.
Не обминула біда Чорторию і в лихоліття Голодомору 1932—1933 рр. (встановлено імена 81 жертви) та війни 1941—1945 рр. — загинуло 100 її мешканців. Назавжди залишиться чорним листопадовий день 1943 р., коли фашистський каральний загін охопив село вогняним кільцем. Того жахливого дня за дії радянських партизанів проти окупантів були страчені як заручники 40 жителів Чорториї та 6 Слободища. Одночасно спалено вщент чотири вулиці Чорториї.
Село Чортория до 1959 р. входило до Слободищенської сільської ради, а з 20 жовтня 1959 р. почало підпорядковуватись Городоцькій сільській раді.
12 червня 2020 року, відповідно розпорядження Кабінету Міністрів України № 707-р «Про визначення адміністративних центрів та затвердження територій територіальних громад Вінницької області», село увійшло до складу Дашівської міської громади.
19 липня 2020 року, в результаті адміністративно-територіальної реформи і ліквідації Іллінецького району, село увійшло до складу Гайсинського району.

## Населення

### Мова
Розподіл населення за рідною мовою за даними перепису 2001 року:
| Мова       | Кількість | Відсоток |
| ---------- | --------- | -------- |
| українська | 592       | 99.32%   |
| російська  | 2         | 0.34%    |
| білоруська | 2         | 0.34%    |
| Усього     | 596       | 100%     |

## Відомі люди
- Гелета Василь Архипович — Герой Радянського Союзу, льотчик-бомбардувальник.

## Галерея

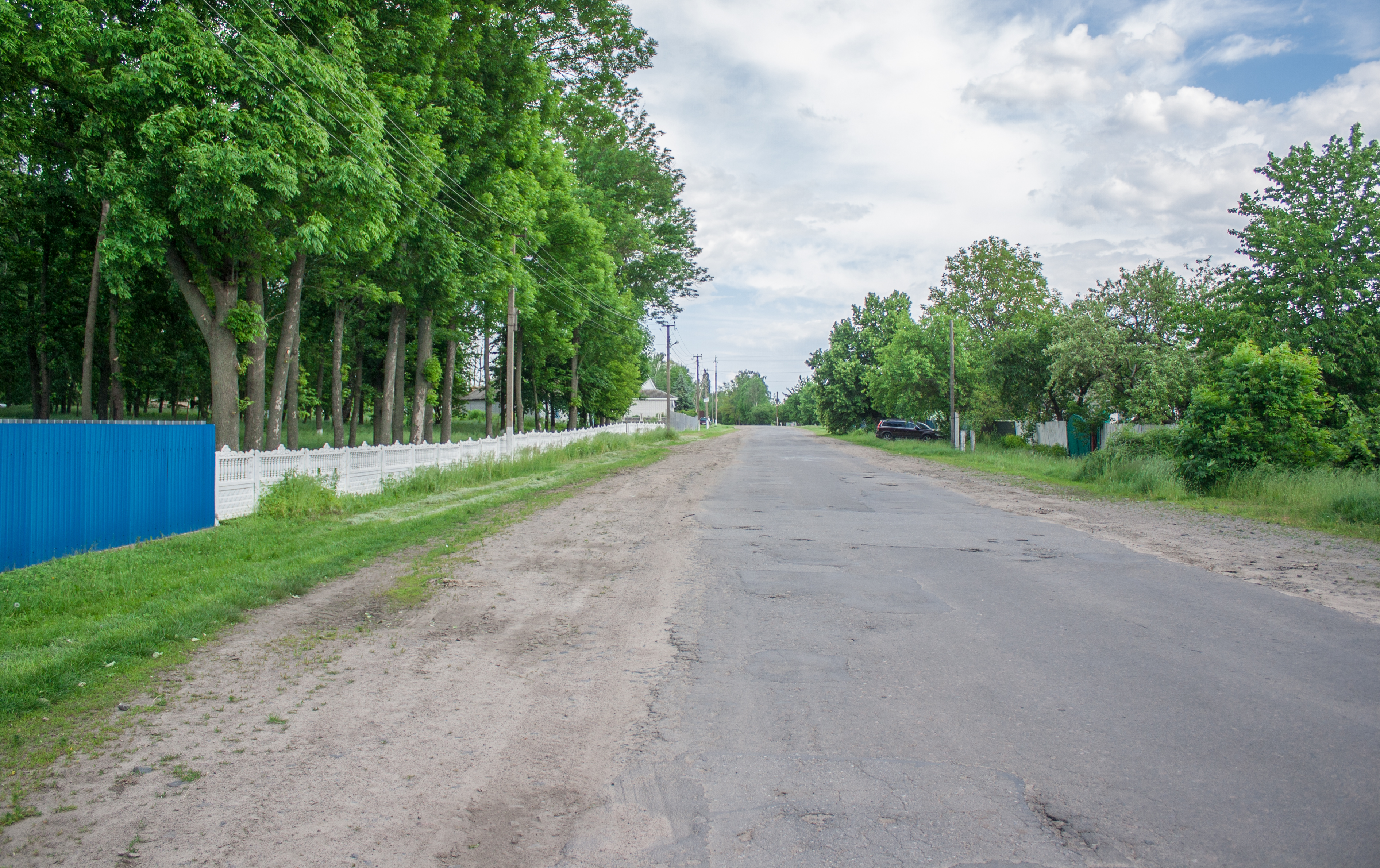
Вулиця Перемоги
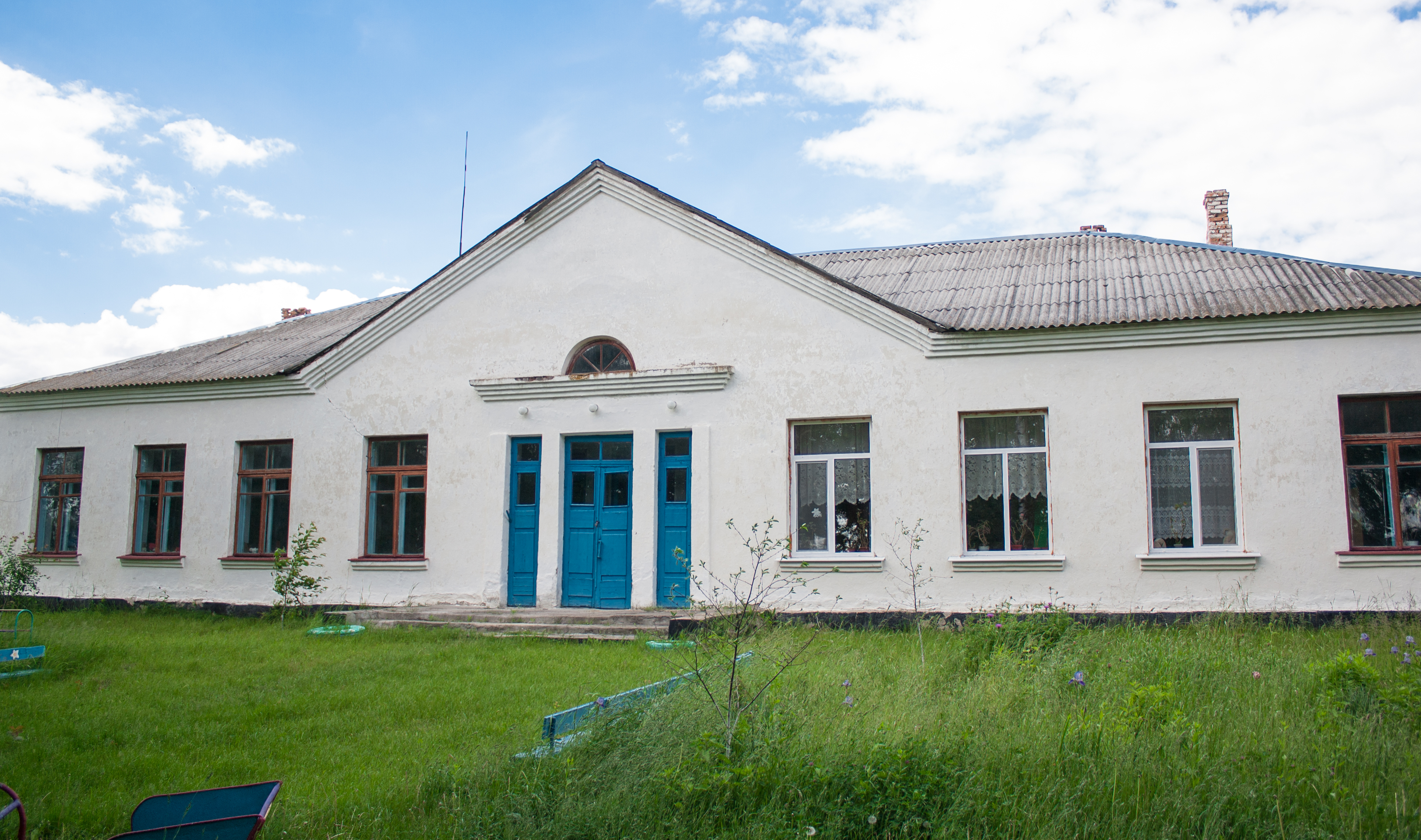
Дитсадок
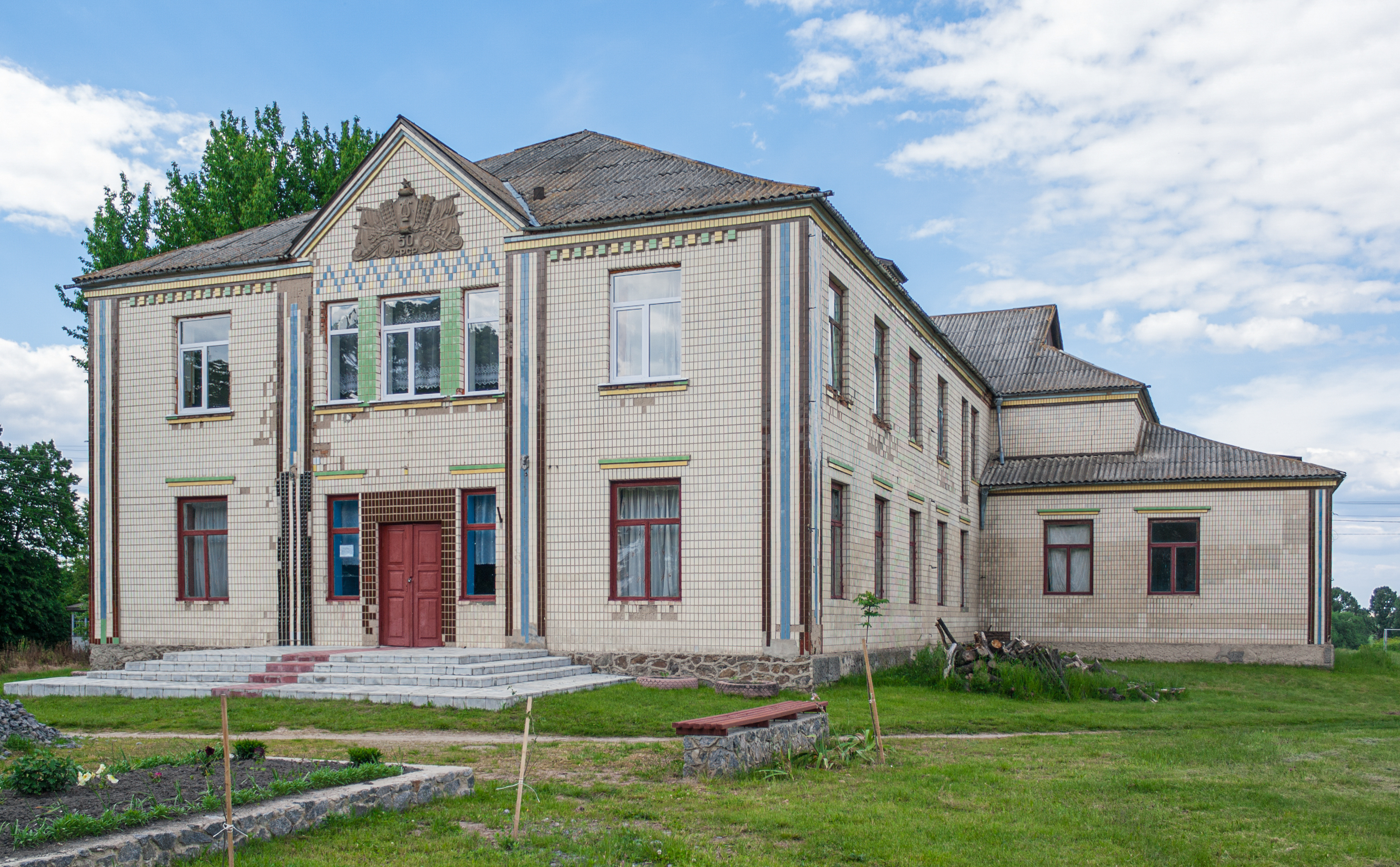
Будинок культури
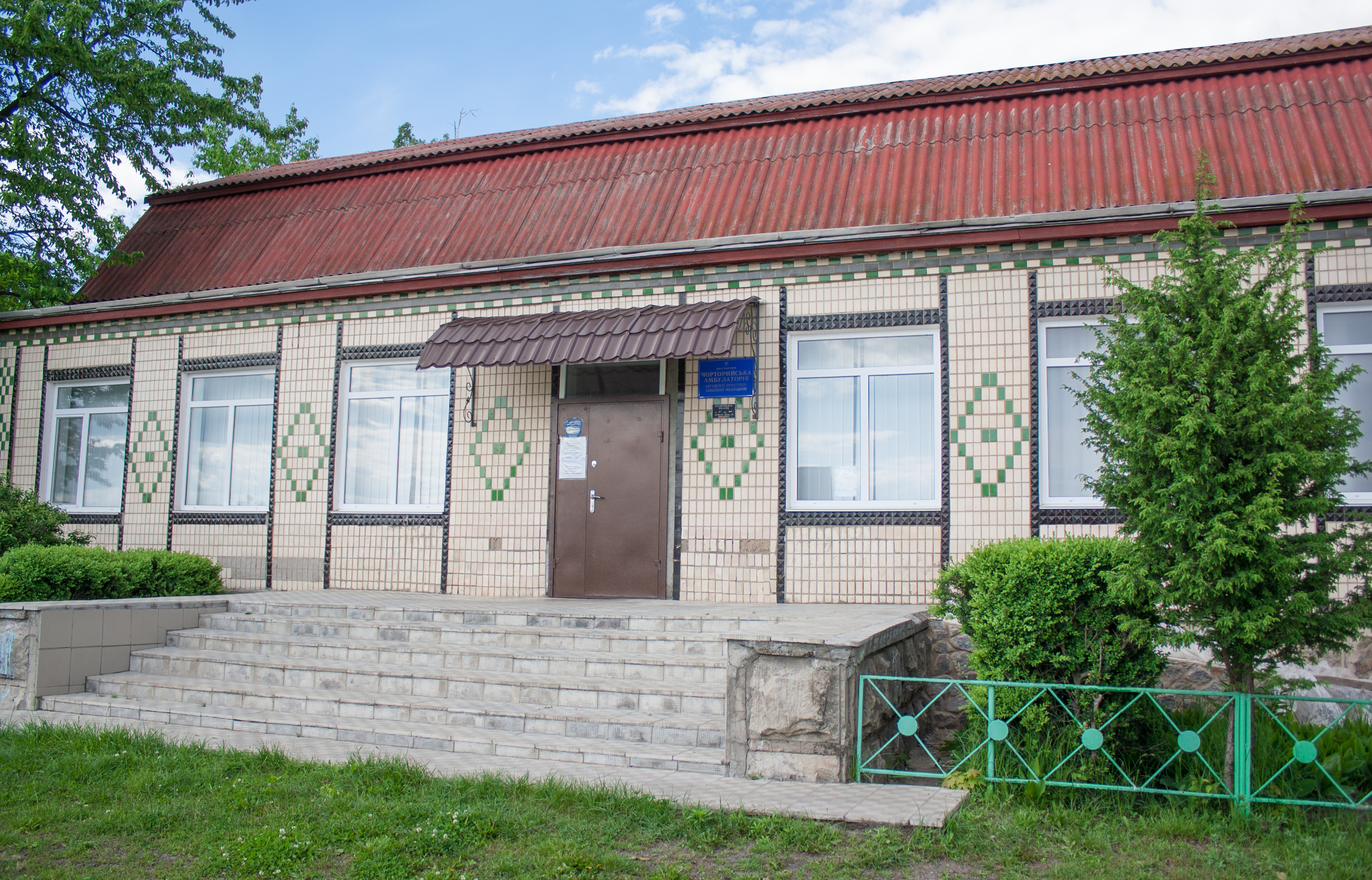
Амбулаторія
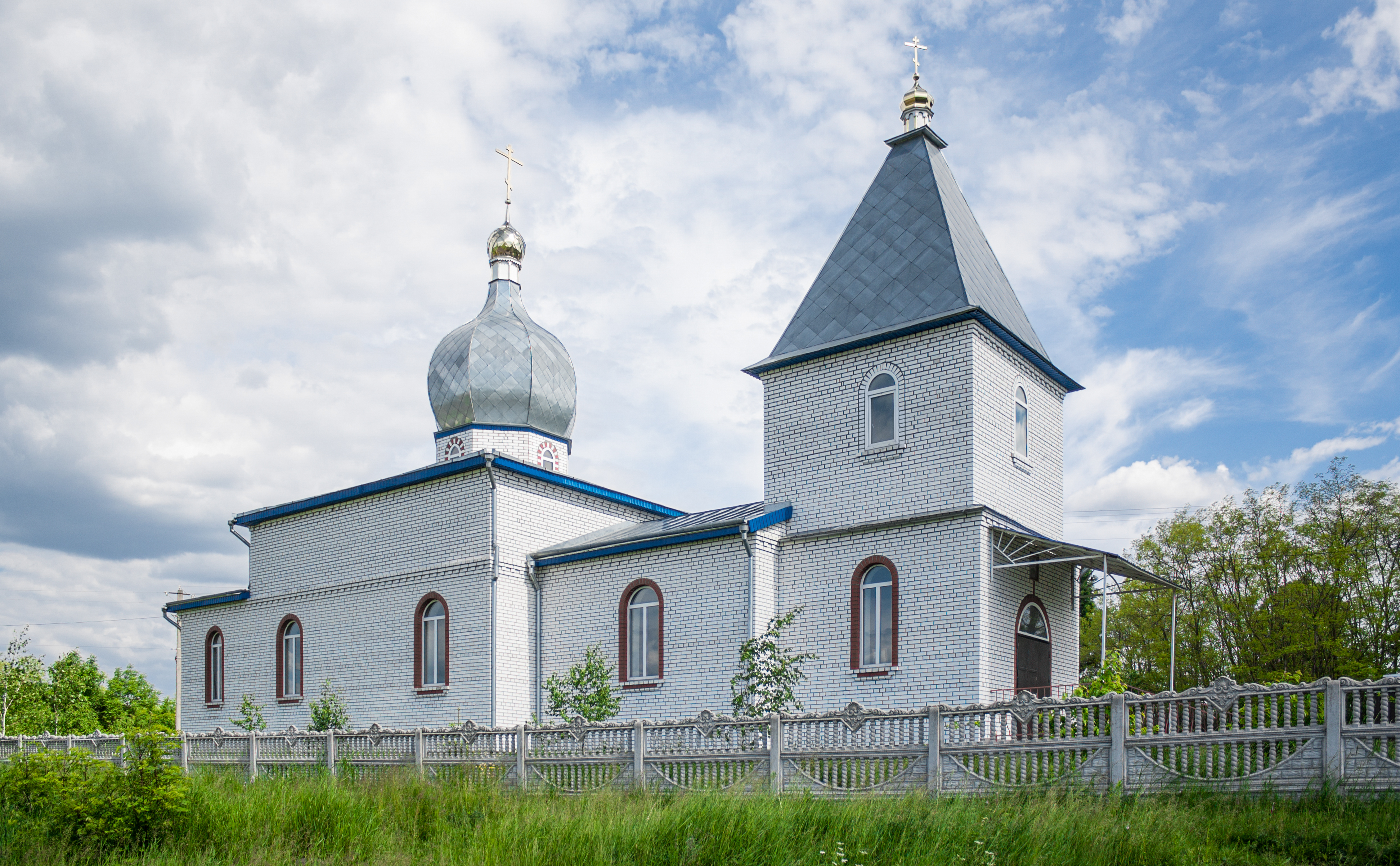
Церква
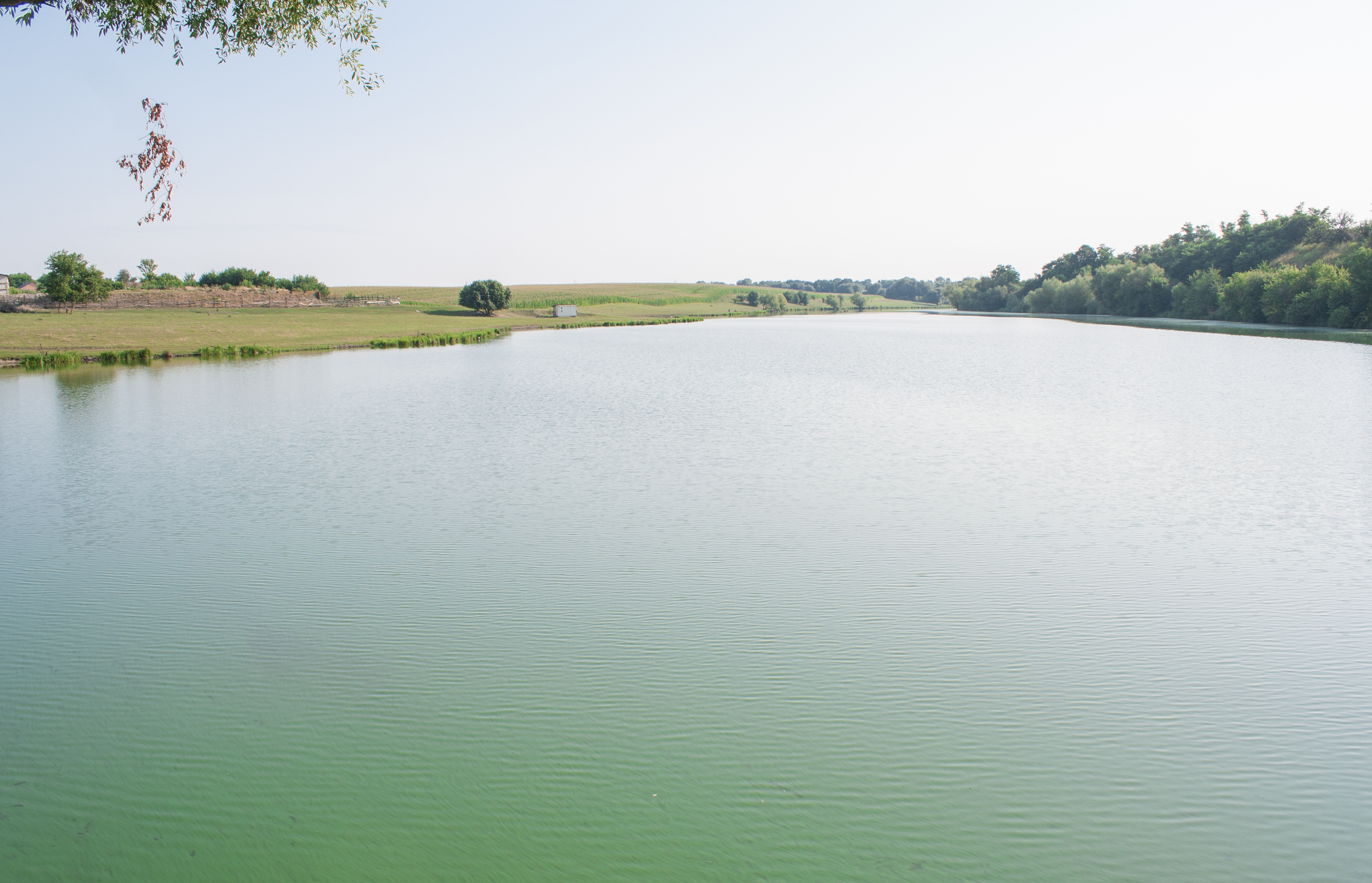
Річка Сорока
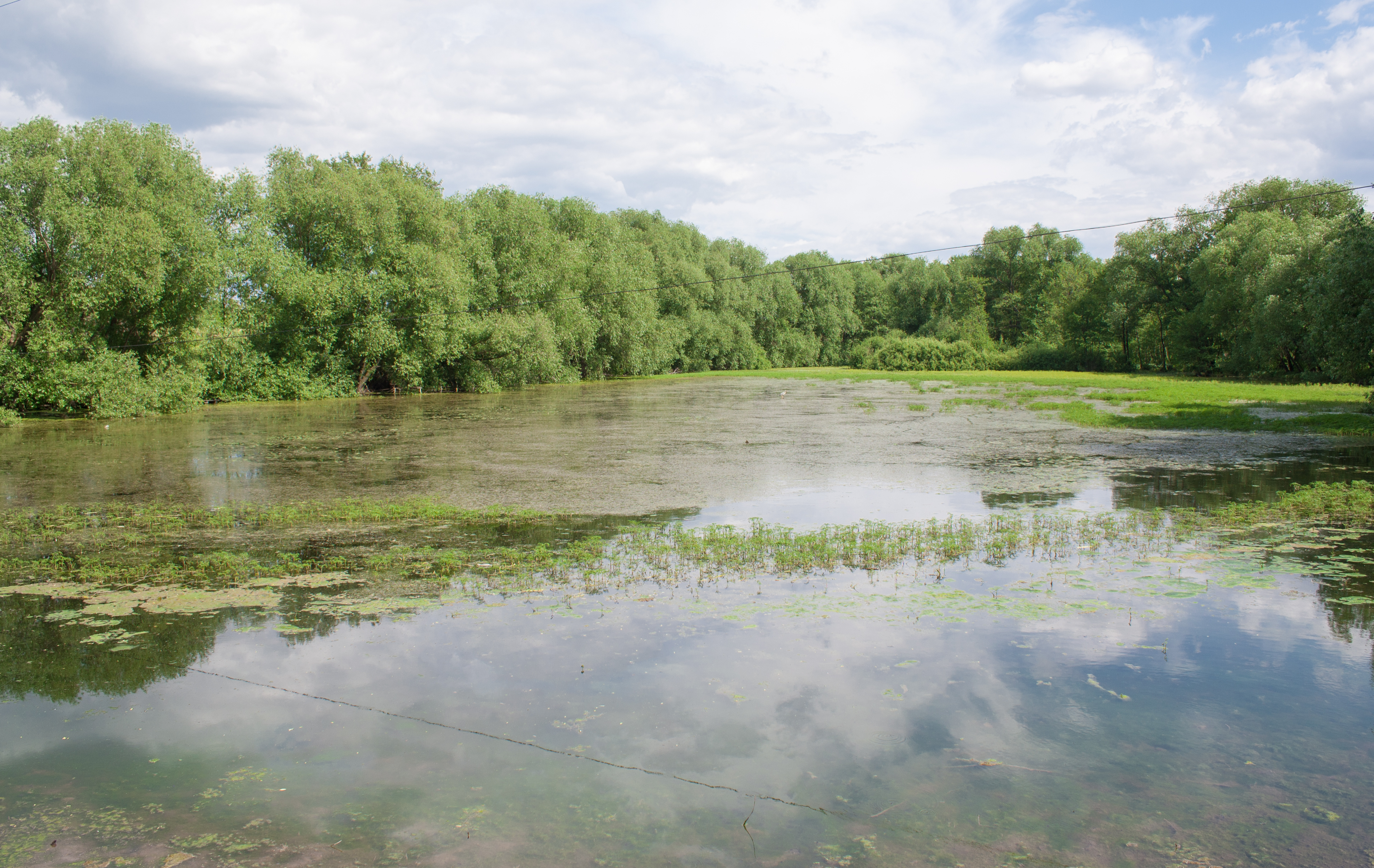
Ставок
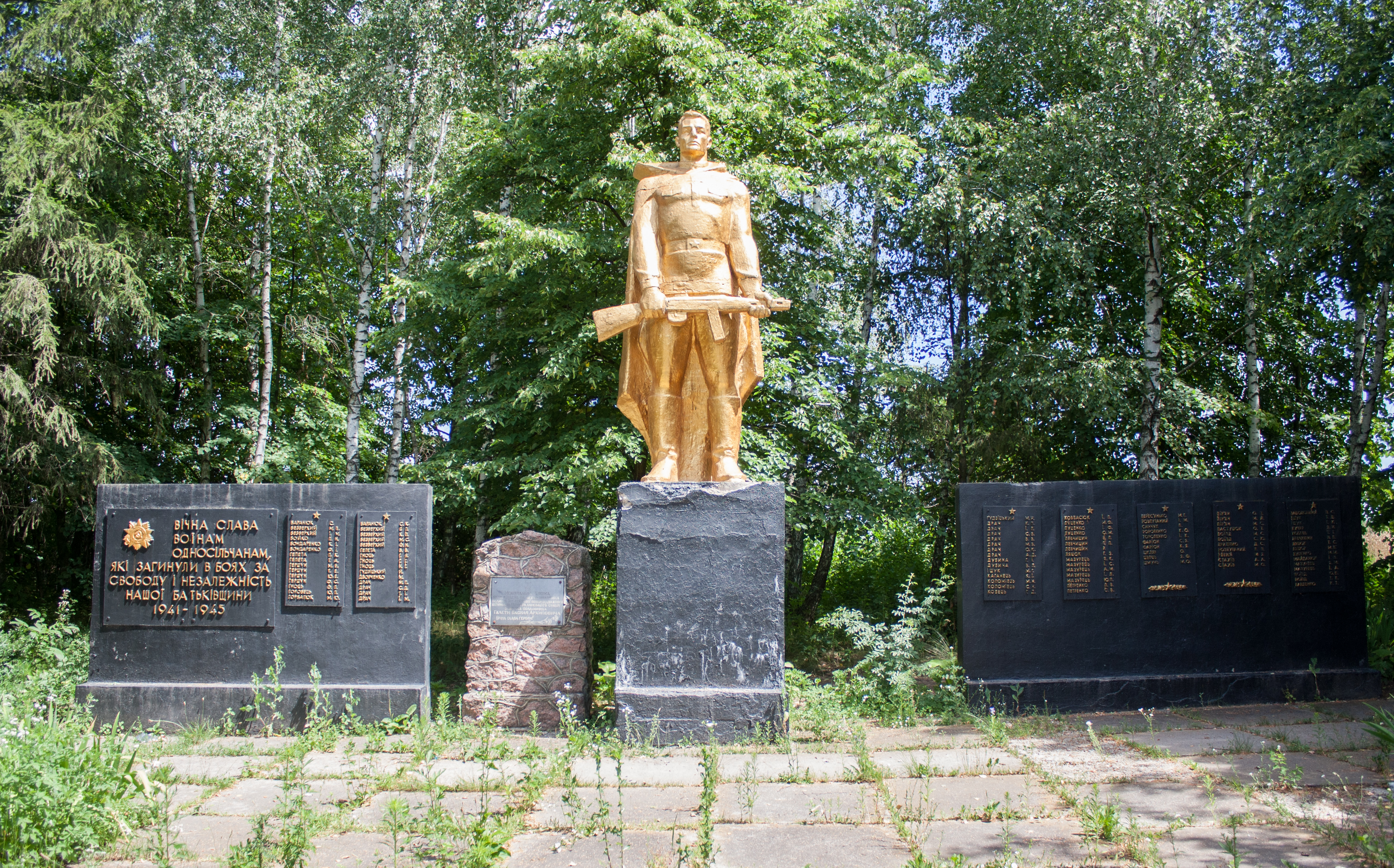
Пам'ятник воїнам-односельчанам